# Matuzsálem-fa
A Matuzsálem-fa (angolul Methuselah Tree) a világ ma ismert egyik legidősebb élőlénye, egy simatűjű szálkásfenyő (Pinus longaeva) az Amerikai Egyesült Államokban, a kelet-kaliforniai Fehér-hegységben (White Mountains). A fából vett minták szerint 2012-ben 4843–4844 éves volt.
Az „Ősi Szálkásfenyő Erdő” (Ancient Bristlecone Pine Forest) nevű védett liget egyik fája, pontos helyét a fa védelmében az Amerikai Erdészeti Szolgálat (U.S. Forest Service) titokban tartja.
A Matuzsálemnél is öregebb volt az ugyanabból a fajból származó Prométheusz-fa, amelyet 1964-ben kivágtak.
A simatűjű szálkásfenyők a fahatár közelében, vagy közvetlenül a fahatárnál élnek. (Ez az a magasság, ami felett már nem él meg fa.) Az alacsony hőmérséklet, száraz talaj,  erős szél és a rövid növekedési időszak miatt nagyon lassan nőnek, a fájuk nagyon sűrű és gyantás, ezért nagyon ellenálló a rovarok, gombák és betegségek károsításával szemben. Ahogy a fa öregszik, a külső részek egyre inkább elhalnak és gyakran már csak egy vékonyka élő szövetfonal köti össze a gyökereket a maradék élő ágakkal.
A Pinus longaeva faj legközelebbi rokonai, a gyantástűjű szálkásfenyő (Pinus aristata) és a rókafarkfenyő (Pinus balfouriana) ugyancsak hosszú életűek, találtak belőlük 3000 éves példányokat is.

## Külső hivatkozások
- Pinus longaeva-honlap (angolul)
- NOVA Online: Methuselah Tree – A PBS tv-műsora a Matuzsálemről, 2001. december 11. (angolul)
- Nevezetes fa.lap.hu – Linkgyűjtemény